# Фрунзенський
Фру́нзенський (рос. Фрунзенский) — селище у складі Червоногвардійського району Оренбурзької області, Росія.

## Населення
Населення — 92 особи (2010; 130 у 2002).
Національний склад (станом на 2002 рік):
- росіяни — 76 %